# Шумерља
Шумерља (рус. Шумерля) град је у Русији у Чувашији.

## Становништво
| 1939.  | 1959.  | 1970.  | 1979.  | 1989.  | 2002.  | 2010.  |
| ------ | ------ | ------ | ------ | ------ | ------ | ------ |
| 15.220 | 30.213 | 33.816 | 37.347 | 41.986 | 36.239 | 31.722 |